# Cyfoeth Naturiol Cymru
El Cyfoeth Naturiol Cymru (en anglès Natural Resources Wales) és un ens finançat pel govern gal·lès, que va començar a operar l'1 d'abril del 2013, quan es va fer càrrec de la gestió dels recursos naturals de Gal·les. Es va crear a partir d'una fusió del Countryside Council for Wales, l'Environment Agency Wales, i la Forestry Commission Wales, a més a més d'assumir altres funcions anteriorment controlades pel mateix govern gal·lès.

## Funcions
Els recursos naturals de Gal·les estan regits per més de 40 règims reguladors diferents, herència de les diferents institucions que els havien gestionat anteriorment. Les més destacades són les següents:
- consentiments i assentiments dels Site of Special Scientific Interest (Indrets d'Especial Interès Científic)
- substàncies radioactives (nuclears o no nuclears)
- concessió de llicències a les espècies protegides per la legislació europea
- concessió de llicències marítimes
- concessió de llicències de tala d'arbres
- descàrrega d'aigües superficials i subterrànies
- captació i represa d'aigua (i mesures davant de sequeres)
- normativa d'envasos i comerç entre Europa i el Regne Unit
- pesca comercial de l'anguila, el salmó i el marisc
- indústria major (refineries, químiques, ciment, estacions energètiques, ferro i acer, etc.)
- indústria del reciclatge (emmagatzemant, tractament i deposició)

## Debat de fusió
Per justificar la fusió, el govern gal·lès va exposar que aquesta produiria un estalvi de 158 milions de lliures esterlines en deu anys. Mentre que les tres agències es van mostrar molt favorables a la fusió, el director de la Forestry Commission Wales Jon Owen Jones va avisar que la veu de la indústria forestal podria no ser escoltada dins de la nova organització.